# Adam Kocian
Pour les articles homonymes, voir Kocian.
Adam Kocian est un joueur allemand de volley-ball né le 1er avril 1995 à Andernach (Arrondissement de Mayen-Coblence). Il joue au poste de passeur. De la saison 2018/2019 il est dans l'équipe United Volleys Frankfurt.